# Піно-д'Асті
Піно-д'Асті (італ. Pino d'Asti, п'єм. Ël Pin) — муніципалітет в Італії, у регіоні П'ємонт,  провінція Асті.
Піно-д'Асті розташоване на відстані близько 510 км на північний захід від Рима, 23 км на схід від Турина, 25 км на північний захід від Асті.
Населення — 226 осіб (2014).

## Демографія
Населення за роками:

Станом на 1 січня 2023 року в муніципалітеті офіційно проживали 32 іноземці з 9 країн, серед них 14 громадян країн Євросоюзу та 2 громадяни України.

## Сусідні муніципалітети
- Альбуньяно
- Кастельнуово-Дон-Боско
- Пассерано-Марморито